# Ralf Huettner

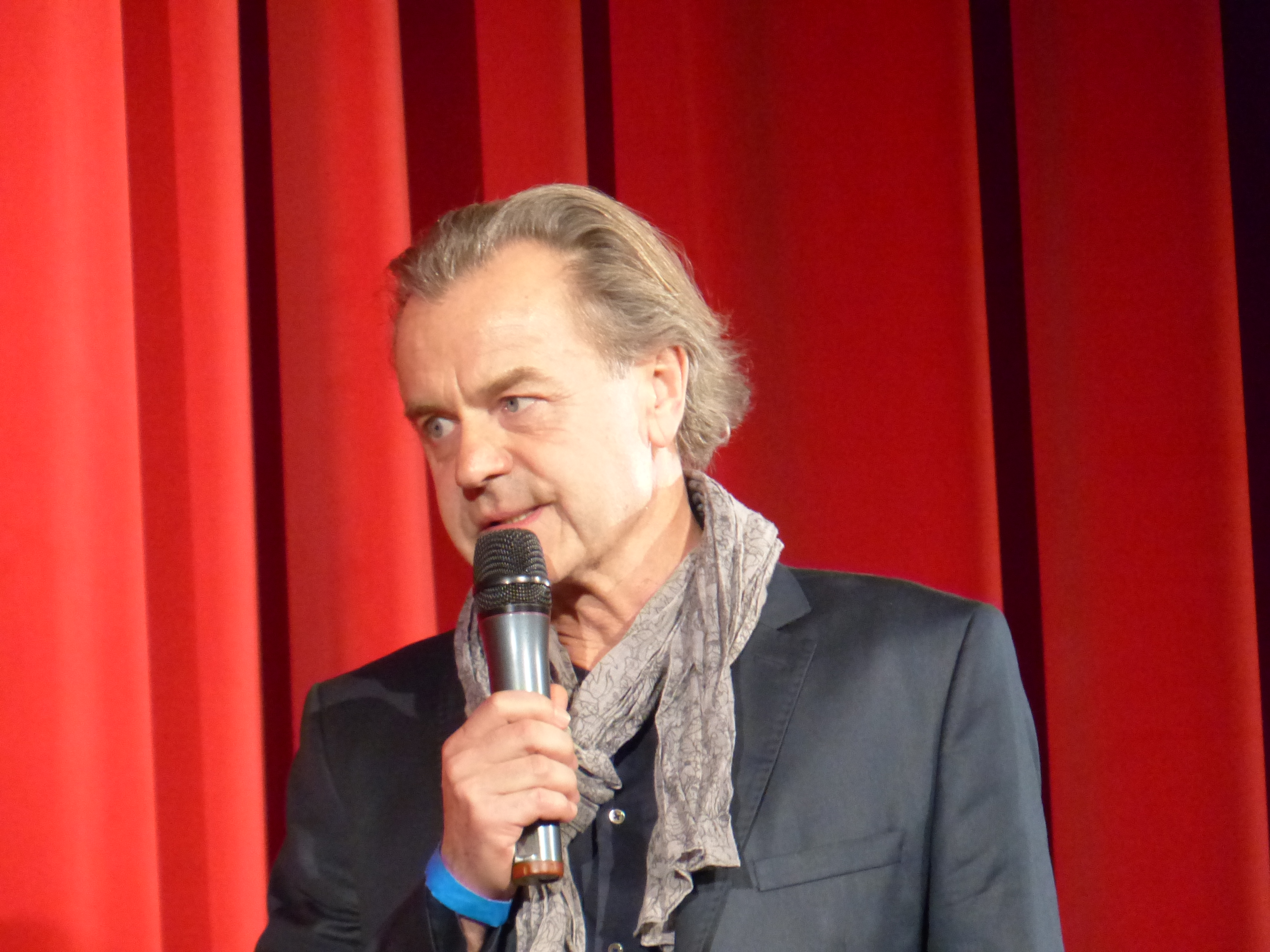
Ralf Huettner

Ralf Huettner (* 29. November 1954 in München) ist ein deutscher Filmregisseur.

## Leben
Von 1981 bis 1985 besuchte er die Hochschule für Fernsehen und Film München. Sein erster Kinofilm war im Jahr 1987 Das Mädchen mit den Feuerzeugen. Bekannt wurde er durch Komödien wie Texas – Doc Snyder hält die Welt in Atem, Voll normaaal oder Die Musterknaben.
Für die TV-Serie Um die 30 erhielt Ralf Huettner 1996 den Telestar  für das beste Drehbuch. Sein Film Die Musterknaben erhielt 1997 den 3sat-Zuschauerpreis und den VFF TV-Movie Award. Für die Regie in der Fernsehserie Dr. Psycho – Die Bösen, die Bullen, meine Frau und ich wurde er 2008 mit dem Adolf-Grimme-Preis ausgezeichnet. 2010 folgte der Spielfilm Vincent will Meer mit Florian David Fitz in der Titelrolle eines jungen Mannes, der unter dem Tourette-Syndrom leidet. Der Film wurde 2011 mit dem Deutschen Filmpreis ausgezeichnet.
Huettner ist Mitglied im Bundesverband Regie (BVR).

## Filmografie (Auswahl)
- 1984: Nerzwölfe
- 1987: Das Mädchen mit den Feuerzeugen
- 1988: Der Fluch
- 1990: Babylon – Im Bett mit dem Teufel
- 1992: Der Papagei
- 1993: Texas – Doc Snyder hält die Welt in Atem
- 1994: Voll normaaal
- 1995: Um die 30
- 1996: Der kalte Finger
- 1997: Die Musterknaben
- 1998: Die Musterknaben 2
- 2001: Mondscheintarif
- 2003: Die Musterknaben 3 – 1000 und eine Nacht
- 2006: Reine Formsache
- 2008: Die Jagd nach dem Schatz der Nibelungen (Fernsehfilm)
- 2008: Putzfrau Undercover (Fernsehfilm)
- 2010: Vincent will Meer
- 2011: Kommissarin Lucas – Gierig (Kriminalfilmreihe)
- 2012: Ausgerechnet Sibirien
- 2014: Der Koch
- 2015: Kommissarin Lucas – Der Wald
- 2015: Kommissarin Lucas – Kreuzweg
- 2016: Burg Schreckenstein
- 2017: Kommissarin Lucas – Familiengeheimnis
- 2017: Kommissarin Lucas – Löwenherz
- 2017: Burg Schreckenstein 2 – Küssen (nicht) verboten
- 2018: Kühn hat zu tun (Fernsehfilm)
- 2019: Zimmer mit Stall – Tierisch gute Ferien (Fernsehreihe)
- 2019: Zimmer mit Stall – Berge versetzen
- 2020: Das Beste zum Schluss (Fernsehfilm)
- 2020: Zimmer mit Stall – Feuer unterm Dach
- 2020: Anna und ihr Untermieter: Aller Anfang ist schwer (Fernsehreihe)
- 2021: Um die 50 (Fernsehfilm)
- 2021: Der Usedom-Krimi: Der lange Abschied
- 2022: Anna und ihr Untermieter: Dicke Luft